# جامعة أليكساندرو إيوان كوزا
جامعة أيوان كوزا تعتبر أول جامعة حديثة في رومانيا.

## تاريخ
تقع جامعة أيوان كوزا في مدينة ياش شمال شرق رومانيا.
تأسست في 10/26/1860 وكانت في بداية الأمر عبارة عن أكاديمية (أكاديمية فاسيليني) والتي بناها فاسيلي لوبو عام 1640.
في بداية الأمر كانت تحتوى على ثلاثة كليات وهن: كلية الحقوق، علم اللاهوت,الفلسفة.

## الكليات
في عام 2008_2009,كان هناك 38,140 طالبا في جامعة أيوان كوزا حسب الترتيب التالي:الترخيص (27.601 طالبا),ماجستير (8802 طالبا) أما بالنسبة إلى الدكتوراة (1737 طالبا).على مستوى خمسة عشرة كلية التابعة لجامعة أيوان كوزا.
- كلية علم الخلية.
- كلية الكيمياء.
- كلية الحقوق.
- كلية الأقتصاد وأدارة الأعمال.
- كلية الرياضة.
- كلية العلاقات السياسية.
- كلية الفيزياء.
- كلية الجغرافيا وجيولوجيا.
- كلية المعلومات.
- كلية التاريخ.
- كلية الفلسفة.
- كلية الرياضيات.
- كلية علم النفس.
- كلية اللاهوت الأرثوذكسي.
- كلية اللاهوت الكاثوليكي.

## الأبحاث
تشارك جامعة أيوان كوزا في أكثر من 400 بحث عالمي وعلى مستوى رومانيا.

## صور

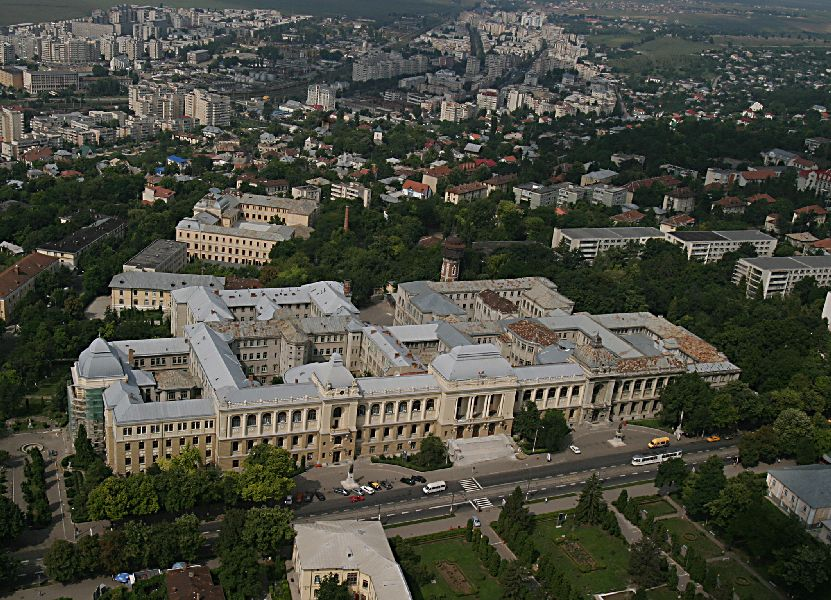
المبنى أ التابع للجامعة.
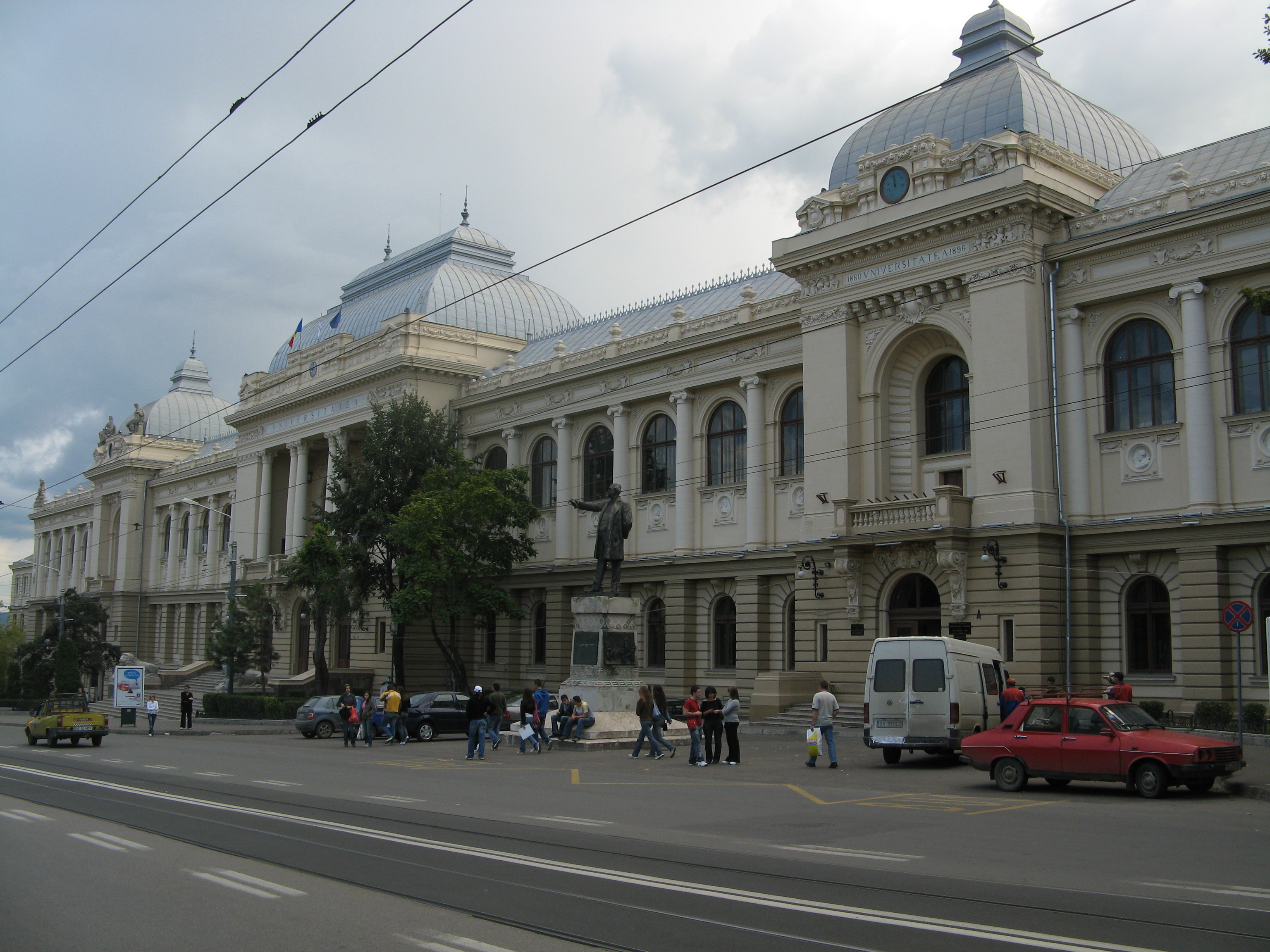
المبنى أ,رؤية أمامية.
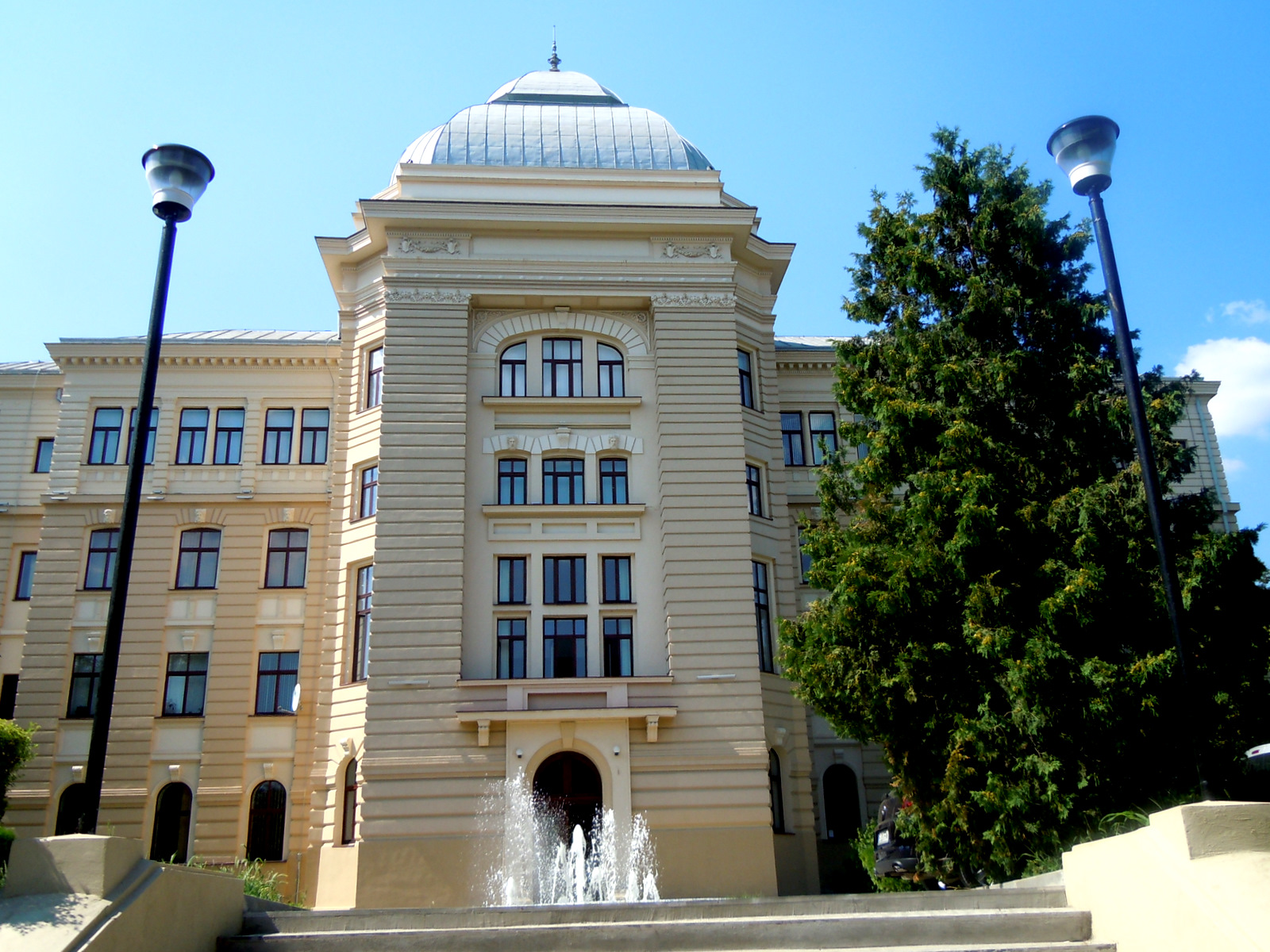
المدخل الرئيسي.
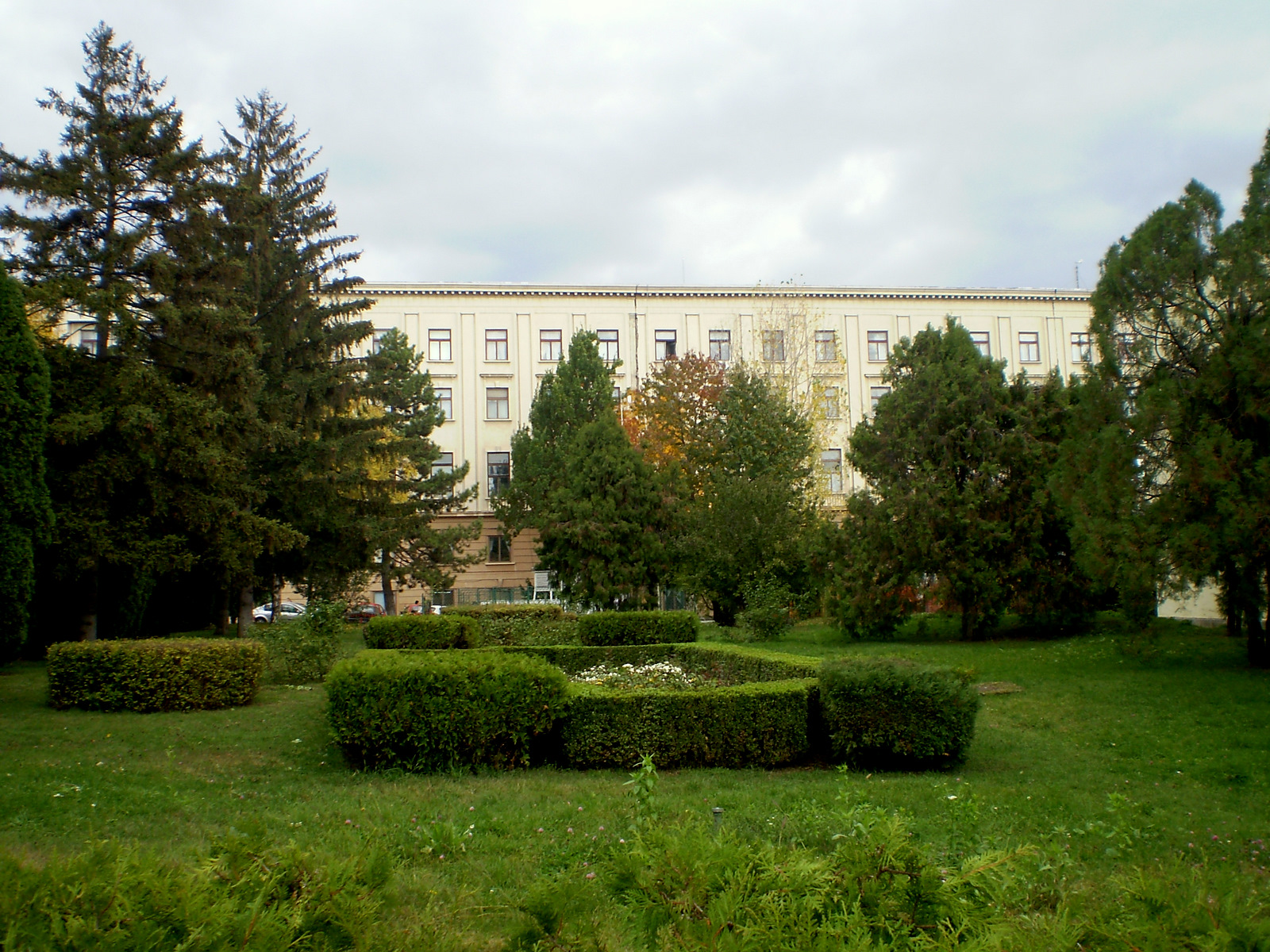
جامعة أيوان كوزا,المبنى ب.
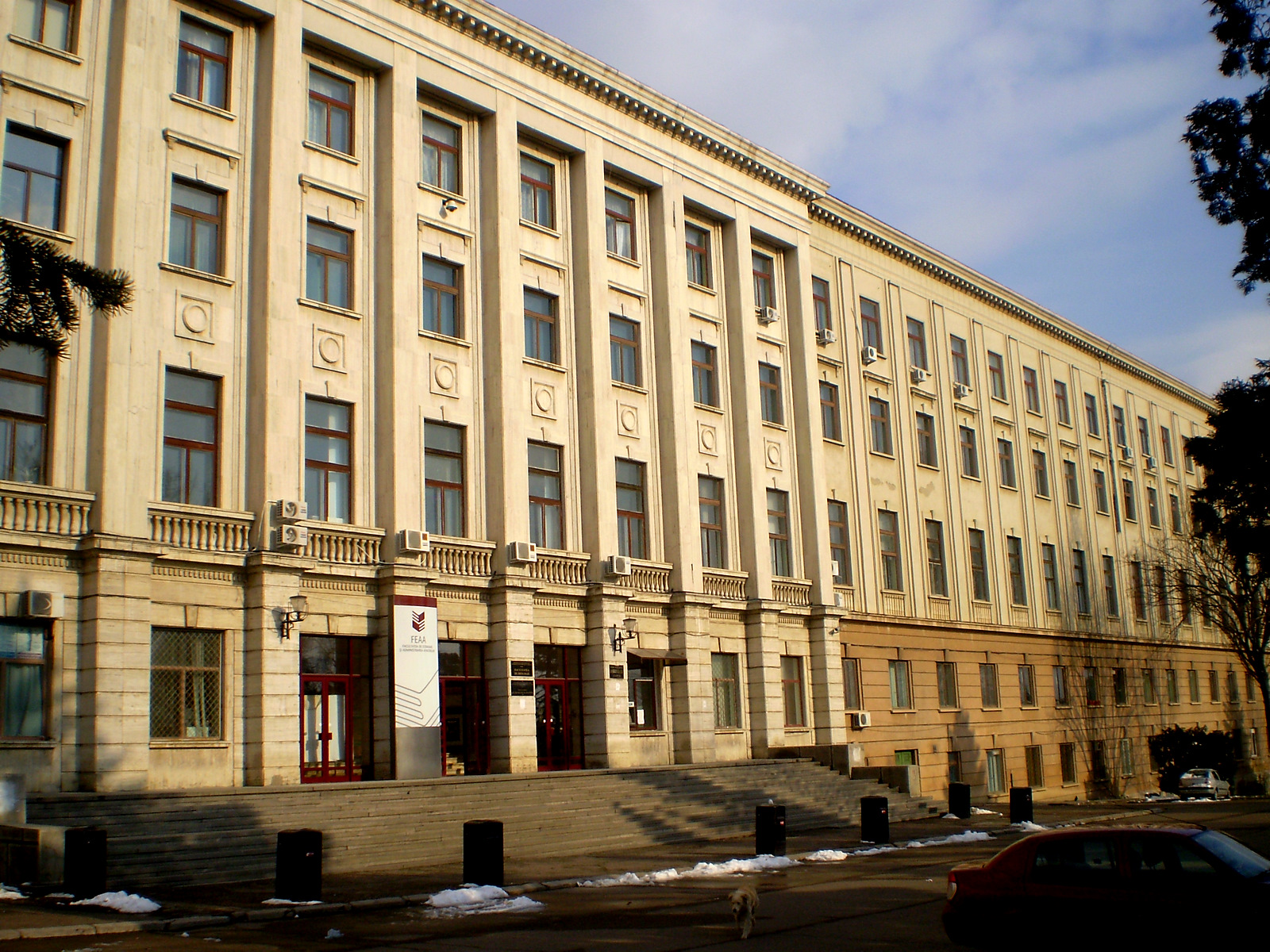
المبنى ب,رؤية امامية.
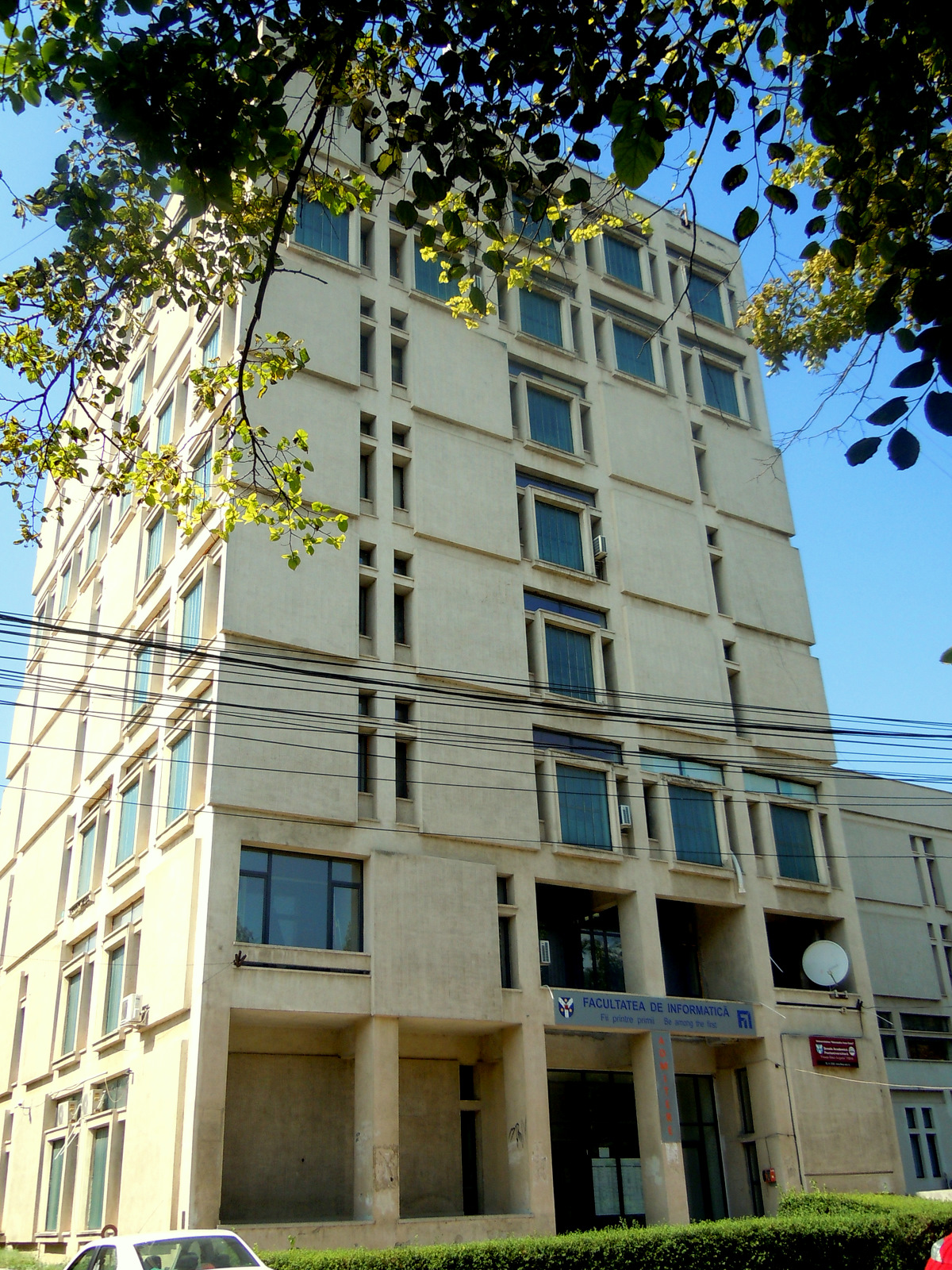
المبنى ج.
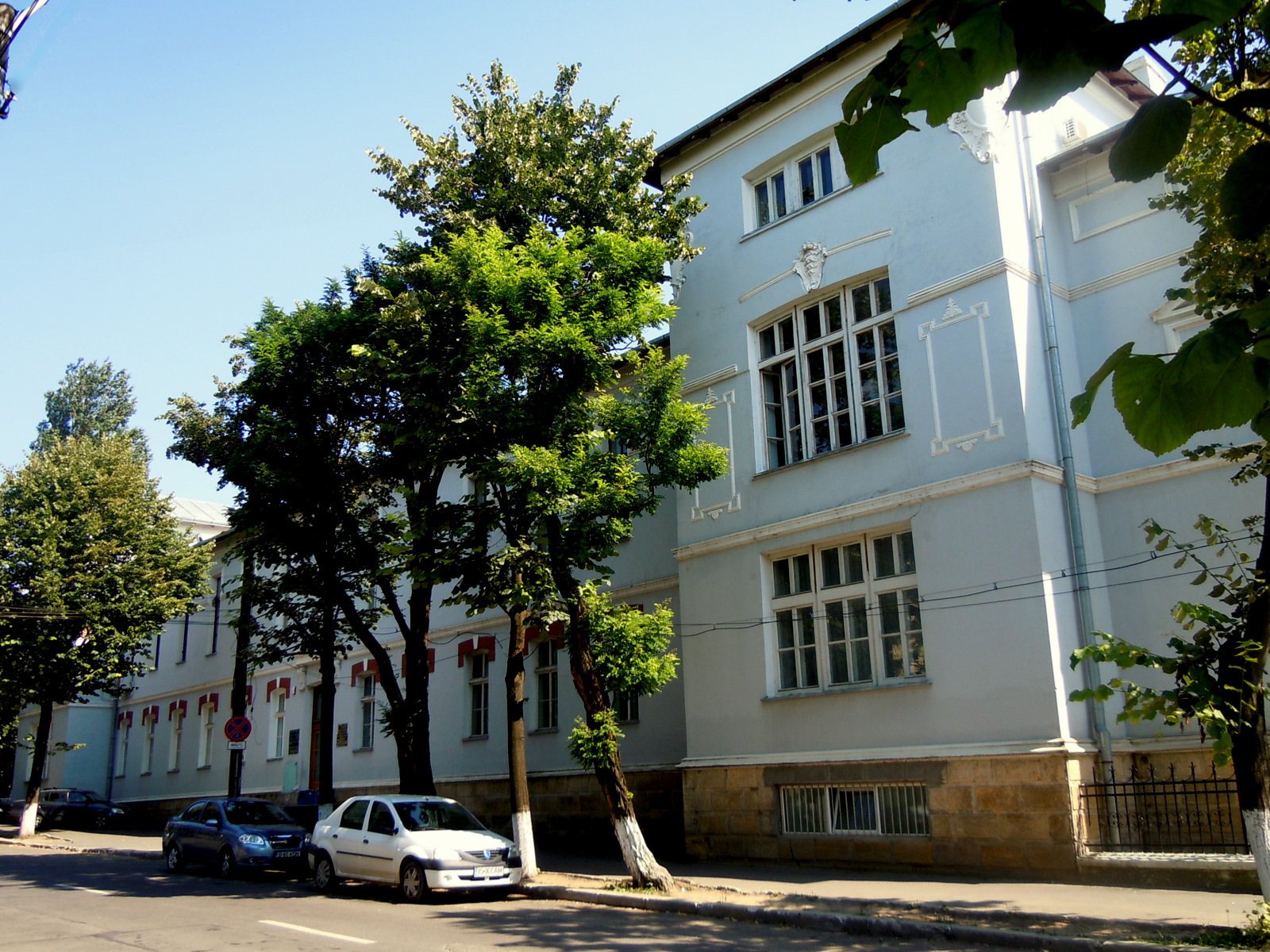
المبنى د.

## وصلات خارجية
- الموقع الرسمي